# Thaïcom-4
 (décembre 2008).
Si vous disposez d'ouvrages ou d'articles de référence ou si vous connaissez des sites web de qualité traitant du thème abordé ici, merci de compléter l'article en donnant les références utiles à sa vérifiabilité et en les liant à la section « Notes et références ».
Thaïcom-4 est un satellite géostationnaire de plus de 6,5 tonnes qui doit fournir, pendant plus de douze ans, des services numériques et Internet haut débit dans 40 pays de la région Asie-Pacifique.

## Historique
Il a été lancé le jeudi 11 août 2005 à 8:20 GMT depuis le Centre spatial guyanais. Il s'agit du 18e lancement réussi par le lanceur Ariane 5 G, identifié comme vol v166. Du fait de son poids, il devient le plus gros satellite civil de télécommunications à avoir été placé en orbite de transfert géostationnaire à sa date de lancement. Le premier compte à rebours avait été interrompu automatiquement à 15 secondes de l’allumage des moteurs pour des problèmes techniques sur la table de lancement. Les problèmes ont été rapidement résolus.

## Composition
Ce satellite est équipé de 20 répéteurs en bande Ka et de 51 répéteurs en bande Ku (équivalent à 1000 transpondeurs traditionnels de 36 MHz). Depuis sa position orbitale à 120° est, il assurera pendant plus de 12 ans l'accès Internet et des services multimédia sur toute la région Asie-Pacifique (son service va de Nouvelle-Zélande jusqu'en Inde et de l'Australie jusqu'au Japon et Corée).
IPstar devient le premier satellite au monde entièrement destiné aux services IP en « large bande ». Ce projet a coûté environ 650 millions de USD.